# Otto Pötzl

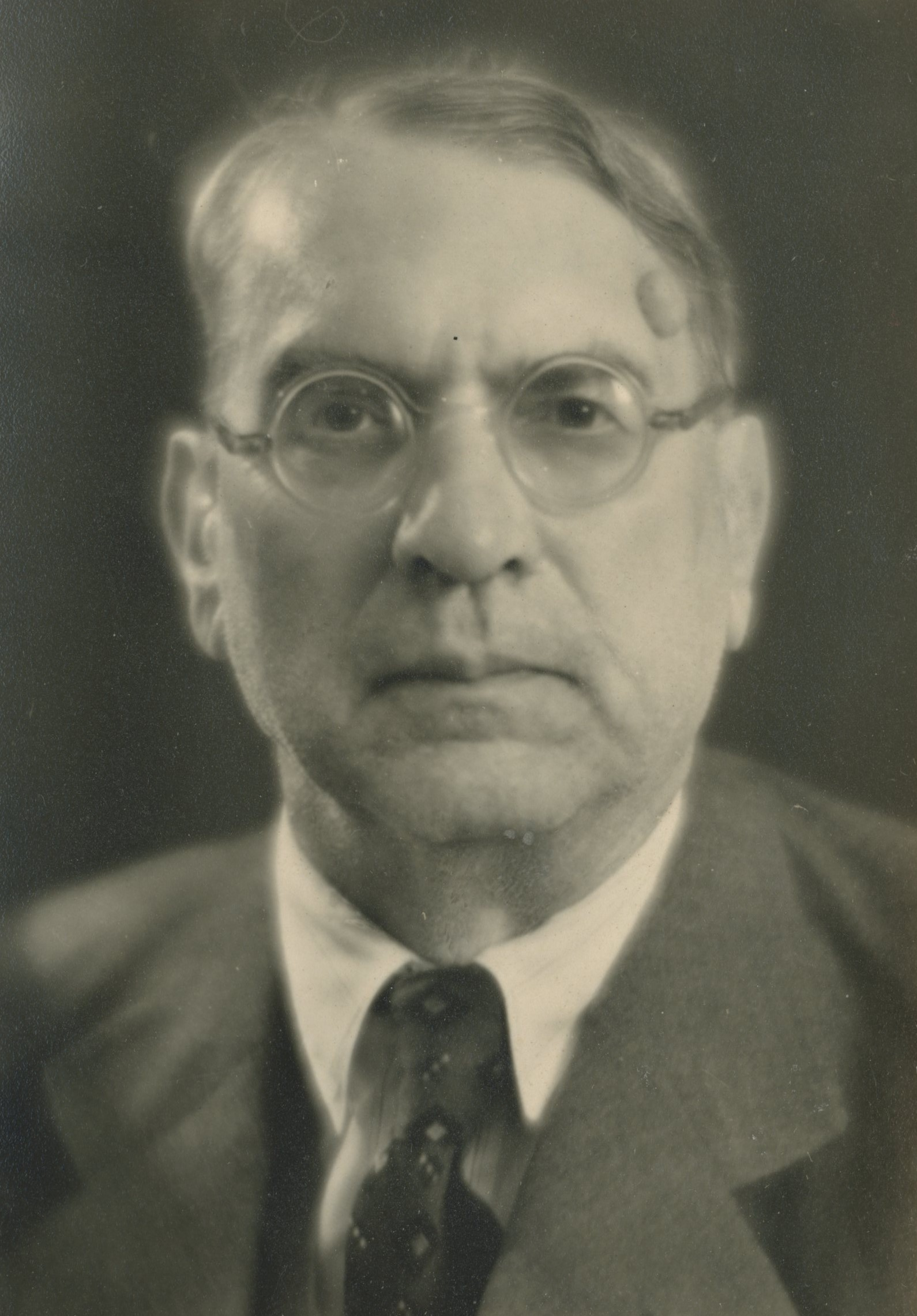
Otto Pötzl

Otto Pötzl (Viena, 29 de octubre de 1877 - id. 1 de abril de 1962) fue un neurólogo y psiquiatra austríaco,  pionero de la neurología cognitiva.

## Biografía
Hijo del periodista y escritor Eduard Pötzl. Estudió medicina en la Universidad de Viena y en 1896 entró en el Cuerpo Alemán de Viena.  En 1901 se incorporó a la clínica psiquiátrica II (Richard von Krafft-Ebing) en el Hospital general de Viena y se trasladó en 1904 a la clínica psiquiátrica I (director adjunto Alexander Pilc), situada en el Hospital Psiquiátrico Imperial y Real de Baja Austria de Brünnlfeld en Viena. A partir 1905 nuevamente en el II. En 1911 siguió en la Clínica Universitaria Psiquiátrica-Neurológica dirigida por Julius Wagner-Jauregg . En 1911, Pötzl se graduó como profesor de psiquiatría y neurología en la Universidad de Viena.  En 1919 fue nombrado profesor asociado y en 1922 profesor titular de psiquiatría en la Universidad Charles Ferdinand de Praga, sucediendo a Arnold Pick . Regresó a Viena para suceder a Wagner-Jauregg como profesor titular y director de la Clínica Psiquiátrica y Neurológica de la Universidad de Viena (1928-1945). Se unió al NSDAP en 1930, lo abandonó pero solicitó su readmisión en 1943. Es hijo suyo el físico Johannes Pötzl (1930-1993). Fue enterrado en una tumba honoraria en el Cementerio Central de Viena .

## Obra
Bajo la influencia de Giulio Bonvicini, quien fue un importante maestro para Pötzl en el campo de la neurología cognitiva y la neuropsicología -anteriormente conocida como patología cerebral- publicó en el Anuario de Psiquiatría en 1907 "Sobre la ceguera pura de las palabras". Sus clases también abarcaron temas de patología cerebral y publicó sus primeros trabajos sobre trastornos visuales centrales y áreas de enseñanza de la afasia. En 1928 completó su primera monografía en Praga: “Sobre los trastornos óptico-agnósticos” (Deuticke: Leipzig). En 1958 retomó el mismo tema en: “Sobre la relación del cerebro con el mundo de los colores: derivado de los hallazgos patológicos del cerebro” (Maudrich: Viena).
Sus publicaciones incluyen una obra de referencia sobre la neuropatología de los trastornos de la escritura, publicada en 1926 con Georg Hermann: "On Agraphia" (S. Karger: Berlín), así como sobre diversos trastornos de la percepción temporal y espacial y sobre lo que él y Hans Hoff llamaron el fenómeno del lapso de tiempo, así como trabajos sobre la visión invertida y sesgada, poliopsias de causa cortical con trastornos de la visión de profundidad; aspectos esenciales de la afasia, especialmente la afasia de los políglotas, problemas de alexia, amusia, anosognosia; Las relaciones entre los sistemas vestibular y óptico y las funciones cerebelosas.  Pötzl también apoyó a Manfred Sakel (terapia del coma insulínico). 
“Pötzl fue el primero [...] en el mundo de habla alemana, en introducir un curso de conferencias sobre psicoanálisis y una clínica ambulatoria psicoterapéutica en su clínica; “Esto en un momento en que tal paso todavía suponía un riesgo para un científico de su reputación” (citado de Hubert J. Urban). De 1917 a 1933 también fue miembro de la Sociedad Psicoanalítica de Viena. Pötzl también apoyó a Alexandra Adler, quien fue pasada por alto para el ascenso por su predecesor. 
Otto Pötzl siguió siendo científicamente productivo después de su jubilación en 1945. Gerhart Harrer y Hubert Josef Urban ofrecieron una visión general de su obra y personalidad en el "Festschrift zum 70. Geburtstag von Otto Pötzl", publicado por Urban en 1949, que incluía trabajos de sus estudiantes de todo el mundo (University Press Innsbruck).